# Томаш Чайка
То́маш Ча́йка (також То́мек Ча́йка; пол. Tomasz Czajka; нар. 21 травня 1981) — польський програміст, переможець численних змагань із програмування, зокрема міжнародної студентської олімпіади ACM ICPC (2003). Працівник SpaceX.

## Біографія
Томаш Чайка народився в сім'ї Клеменса та Богуміли Чайок, математиків за освітою, які працювали в галузі інформатики. Зацікавився інформатикою в віці 12 років, коли отримав від батьків комп'ютер SAM Coupé і почав на ньому програмувати. У початковій школі здобув стипендію Державного дитячого фонду. Навчався в ліцеї ім. Едукаційної комісії в Стальовій Волі. У третьому класі ліцею протягом року навчався в Англії у приватній школі-інтернаті міста Ворик (Warwick School). Тричі брав участь у Міжнародній олімпіаді з інформатики (дві золоті медалі й одна срібна) та тричі у Міжнародній математичній олімпіаді (дві срібні медалі).
2004 року закінчив навчання у Відділі математики, інформатики й механіки Варшавського університету. Чотири рази вигравав міжнародний конкурс програмування TopCoder, три рази в категорії Open (2003, 2004, 2008) і один раз в категорії Collegiate Challenge (2004). 2003 року у команді з двома іншими студентами Варшавського університету виграв міжнародну студентську олімпіаду з інформатики ACM ICPC. У 2004—2007 роках навчався в Університеті Пердью. Вів студентські заняття з алгоритмів та структур даних. Шість разів вигравав змагання в галузі штучного інтелекту настільних ігор CodeCup.
В 2007—2013 роках працював у компанії Google, де займався, зокрема, інфраструктурою баз даних та пошуковою системою товарів під назвою Google Commerce Search. З 2014 року працює у SpaceX, американській космічній корпорації. Працював над програмним забезпеченням, яке керувало ракетою Falcon Heavy.
Томаш Чайка також є героєм інтернет-мему «вечірка інформатиків». Фотографія, зроблена у 1997 році, зображує чотирьох юнаків довкола стола, які відповідають стереотипу про зовнішність ґіків. Насправді ж, світлину зроблено у Звардоні під час щорічного табору для фіналістів математичної олімпіади.